# Amir Abrashi
Amir Malush Abrashi (* 27. März 1990 in Bischofszell) ist ein kosovarisch-albanisch-schweizerischer Fussballspieler. Er steht beim Grasshopper Club Zürich unter Vertrag.

## Jugend
Amir Abrashi, Sohn von albanischen Eltern aus dem Kosovo, wuchs im thurgauischen Bischofszell auf. Im Jahre 2002 besuchte er die Thurgauer Sport-Tagesschule TST in Bürglen. Nachdem Abrashi mit seinen Eltern nach Winterthur umgezogen war, wechselte er in die Talentschule in Winterthur-Veltheim.

## Vereinskarriere
Abrashi trat im Jahr 2002 dem FC Bischofszell bei. Nach einem Jahr wechselte er zum FC Weinfelden-Bürglen; dort spielte er bis Mitte 2005. Später schloss er sich der Jugendabteilung des FC Winterthur an und stieg bis zur ersten Mannschaft auf, für die er in der Spielzeit 2007/08 debütierte (3 Spiele, kein Tor). In seiner zweiten Saison 2008/09 spielte er 24 Partien in der Challenge League. Beim 2:0-Auswärtssieg über den FC La Chaux-de-Fonds erzielte er sein erstes Tor für den FC Winterthur. In der Saison 2009/10 kam er auf 28 Spiele und drei Tore.
Im Sommer 2010 wechselte er leihweise mit seinen Mitspielern Innocent Emeghara und Emir Lenjani zu den Grasshoppers Zürich in die höchste Schweizer Liga, die Super League. Durch starke Leistungen im Verein übernahmen ihn die Zürcher ab Sommer 2011 für drei Jahre. Am 27. August 2011 zog er sich im Meisterschaftsspiel gegen den FC Luzern einen Kreuzbandriss im linken Knie zu und fiel durch diese Verletzung mehrere Monate aus.
Zur Saison 2015/16 wechselte er in die deutsche 2. Bundesliga zum SC Freiburg. Mit den Breisgauern gelang ihm im Frühjahr 2016 der Aufstieg in die Bundesliga, an dem er mit 33 Spielen und 3 Toren Anteil hatte. In der Bundesliga blieb er weiterhin Stammspieler und absolvierte weiterhin 60 Spiele und ein weiteres Tor.
Im Januar 2021 wurde er bis zum Ende der Saison 2020/21 an den FC Basel ausgeliehen.
Zur Saison 2021/22 kehrte er zum Grasshopper Club Zürich zurück, bei dem er einen Vertrag bis zum 30. Juni 2023 unterschrieb.

## Nationalmannschaft
Abrashi absolvierte Spiele für die Schweizer U-18, U-19, U-20 und U-21-Nationalmannschaft. Er wurde für die U-21-Europameisterschaft 2011 in Dänemark in das Kader berufen und kam als Einwechselspieler aufs Feld. Am Ende des Turniers belegte er mit der Schweiz den zweiten Platz und löste somit auch das Ticket für die Olympischen Spiele 2012 in London.
Seit 2013 spielt Abrashi aber für die albanische Fussballnationalmannschaft. Bei der Fussball-Europameisterschaft 2016 in Frankreich wurde er in das albanische Aufgebot aufgenommen und gehörte zum Stammaufgebot. Er gehörte zu den Spielern, die alle drei Gruppenspiele über die volle Spielzeit bestritten. Nach der Gruppenphase war für das Team mit zwei Niederlagen die EM beendet.
Im Qualifikationsspiel für die Fussball-Europameisterschaft 2021 erzielte er beim 3:0 gegen Andorra sein erstes Länderspieltor.

## Titel und Erfolge
Grasshopper Club Zürich
- Schweizer Cupsieger: 2013

SC Freiburg
- Aufstieg in die 1. Bundesliga 2016